# Лето Сахата
«Лето Сахата» — советский телефильм для детей 1976 года снятый на киностудии «Туркменфильм».

## Сюжет
На летние каникулы школьника Сахата родители отправляют из города к дедушке в горный аул. Это не только отдых с массой приключений с новыми друзьями. Здесь городской мальчник получает первые трудовые навыки и уроки бережного отношения к окружающей природе: учится гончарному делу, помогает собирать урожай, ухаживает за маленьким верблюжонком.

## В ролях
- Эльдар Азимов — Сахат
- Эджебай Орунова — Бахар
- Ата Довлетов — Абды-ага
- Меред Атаханов — Джапбар-ага, гончар
- Майя Аймедова — Хатыджа
- Инна Курбанова — дочь Хатыджи
- Аман Бекмиев — Аки
- Азат Бяшимов — Ашир
- Баба Аннанов — Бабаджан
- Азат Акмамедов — Алты
- Батыр Чарыев — Дурды
- Юсуп Кулиев — Клыч
- Пиркули Атаев — Мухаммед, учитель
- Ходжаберды Нарлиев — дядя Аман
- Аман Одаев — Байрам
- Вапа Мухамедов — Назар-ага